# Helen Thomasová
Helen Thomasová (8. srpna 1920 – 20. července 2013) byla americká novinářka, sloupkařka v titulech Hearstovy korporace a členka White House Press Corp. 57 let pracovala pro agenturu United Press International (UPA) a proslula jako korespondentka z Bílého domu, kterou se stala v roce 1961. Za celou dobu kladla své dotazy devíti prezidentům počínaje Johnem Fitzgeraldem Kennedym.